# Taygetis andromeda
Taygetis andromeda är en fjärilsart som beskrevs av Pieter Cramer 1779. Taygetis andromeda ingår i släktet Taygetis och familjen praktfjärilar. Inga underarter finns listade i Catalogue of Life.